# كارل ريغان
كارل ريغان (بالإنجليزية: Carl Regan)‏ هو لاعب كرة قدم بريطاني في مركزي الدفاع، ولد في 14 يناير 1980 في ليفربول في المملكة المتحدة. لعب مع شروزبري تاون وماكليسفيلد تاون وميلتون كينز دونز ونادي إيفرتون ونادي بارنسلي ونادي بريستول روفيرز ونادي بوري ونادي تشستر سيتي ونوتس كاونتي وهال سيتي.

## وصلات خارجية
- كارل ريغان على موقع قاعدة بيانات كرة القدم.إي يو (الإنجليزية)
- كارل ريغان على موقع Soccerbase.com (لاعب) (الإنجليزية)